# 白石镇 (重庆市)
白石乡，是中华人民共和国重庆市黔江区下辖的一个乡镇级行政单位。

## 行政区划
白石乡下辖以下地区：
中河村、凤山村、龙池村、玉岩村、天河村、鞍山村、九龙村和复兴村。